# Radimovice u Želcě
Radimovice u Želcě är en ort i Tjeckien. Den ligger i regionen Södra Böhmen, i den centrala delen av landet, 80 km söder om huvudstaden Prag. Radimovice u Želcě ligger 493 meter över havet och antalet invånare är 353.
Terrängen runt Radimovice u Želcě är huvudsakligen platt. Radimovice u Želcě ligger uppe på en höjd. Runt Radimovice u Želcě är det ganska glesbefolkat, med 43 invånare per kvadratkilometer. Närmaste större samhälle är Tábor, 4,2 km norr om Radimovice u Želcě. Trakten runt Radimovice u Želcě består till största delen av jordbruksmark.